# Stadtmuseum Werdohl

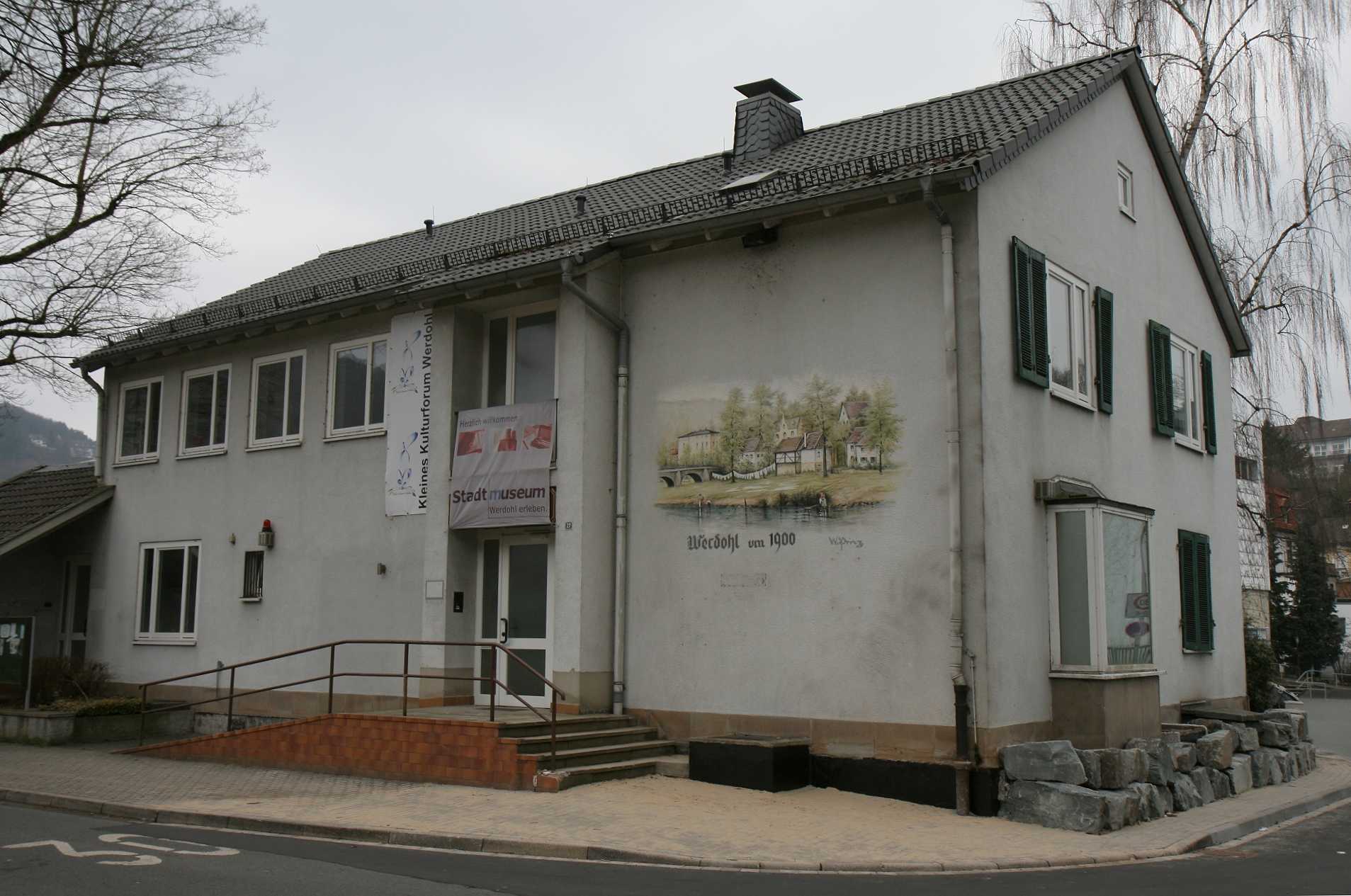
Ehemaliges Museumsgebäude

Das Stadtmuseum Werdohl ist ein Heimatmuseum in Werdohl. Am 30. April 1989 wurde es in einem Gebäude an der Goethestraße eröffnet. 2003 erfolgte die Renovierung mit einer Neukonzeption des Museums. Die Wiedereröffnung war im Februar 2004. Im Oktober 2013 wurde das Museum in den Räumlichkeiten des Werdohler Bahnhofsgebäudes neu eröffnet, bevor das alte Gebäude 2015 abgerissen wurde.
Die Einrichtung wird vom Werdohler Heimat- und Geschichtsverein und von der Stadt Werdohl getragen. Der Verein selbst wurde 1983 gegründet und hat etwa 100 Mitglieder. Seine Aufgaben sind Kultur- und Heimatpflege einschließlich der Geschichtsforschung. Das Museum pflegt die Zusammenarbeit mit anderen Vereinigungen dieser Art sowie zum Heimatbund Märkischer Kreis und Westfälischen Heimatbund. Ferner wird das Museum vom Sauerländischen Gebirgsverein personell unterstützt.
Das Museum bietet neben Vorträgen und Sonderausstellungen auch Ausflugsfahrten an. Folgende Schwerpunkte bietet die Ausstellung:
- Wege in die Zeit: Mobilität und Verkehr
- Kirchlich – Weltlich – Amtlich: Vom Dorf zur Stadt
- Gewerbliche Anfänge: Frühes Eisen- und Drahtgewerbe
- Zeitenwende: Arbeits- und Lebenswelten seit 1860
- Lebenswelten: Zuhause in Werdohl

Es ist Teil der Märkischen Technikstraße.